# Monarca del paradís canyella
El monarca del paradís canyella (Terpsiphone cinnamomea) és un ocell de la família dels monàrquids (Monarchidae).

## Hàbitat i distribució
Habita boscos i vegetació secundària de les Illes Filipines, a Luzon, les illes Polillo, Catanduanes, Lubang, Mindoro, Marinduque, Romblon, Tablas, Sibuyan, Panay, Samar, Negros, Dinagat, Siargao, Camiguin Sur, Mindanao, Basilan, l'Arxipèlag de Sulu. també a les illes Talaud (properes a Sulawesi.

## Taxonomia
Segons alguns autors, les poblacions de les Filipines septenrionals i occidentals, pertanyen en realitat a una espècie diferent:
- Terpsiphone unirufa - monarca del paradís rogenc.[3]